# Graciela Dufau
Graciela Eugenia Chedufau, más conocida como Graciela Dufau, (Avellaneda, 11 de febrero de 1942) es una actriz de cine, teatro y televisión argentina.
Dufau se destaca en roles dramáticos, a eso contribuye su physique du rôle y su intelecto que le permiten encarnar a los personajes que compone. Recibió el Premio Konex - Diploma al Mérito en 1991 por su trayectoria como Actriz Dramática de Radio y TV.

## Biografía
Dufau se recuerda muda, callada, tocando el piano desde los cinco años. Ese piano se vendió, y se volvió a comprar otro. Llegó a viajar a Nueva York solo para escuchar a Martha Argerich. Mencionó Cuando escuché maravillas no te alcanza con tocar notas. Lo tuyo suena espantoso. Soy perfeccionista, llevo esa marca de mis padres.
Estudió un año y medio en el Colegio María Auxiliadora de Avellaneda. Un día le conté a mi padre llorando que una monja me dijo que por no haber ido a misa me iban a comer las culebras. Papá me cambió a la escuela 7. Hice hasta el primer año en el Normal, con un promedio general de 9,33, hasta que internaron a mi madre por problemas psiquiátricos. Toda mi vida hubiera querido terminar el colegio. A mis 16 papá murió, me dejó como herencia una lapicera Parker y tres estantes de libros. 

## Trayectoria
Dufau cumplió roles protagónicos en televisión: Teatro universal, Alta comedia, Grandes novelas, Nosotros y los miedos (1980-81), Especiales de Canal 11 (1984), Situación límite (1982) y Especiales de ATC (1987). Fue nominada al Premio Martín Fierro en tres oportunidades por Atreverse (1990-91), Amores (1992) y Mi mamá me ama (1993) de Alejandro Doria.
Luego de una larga ausencia volvió a la televisión con Juanita la soltera (2006). En teatro protagonizó Las troyanas (1974), Un tranvía llamado deseo (1985-86), La Maga (escrita por Gabriel García Márquez especialmente para ella, 1986), Diatriba de amor contra un hombre sentado (Premio Molière, 1989-90), Brujas (1991-97 y 2010), Confidencias de una bruja (2008), La sombra de Federico (2009), entre otras. 
Debutó en cine con Rodolfo Kuhn en la película Los jóvenes viejos (1962) y René Mugica en El octavo infierno y El demonio en la sangre (1964). En 1965 escribió el guion de una coproducción entre Argentina y Perú Intriga en Lima o Rapten a esa mujer (1967). En cine protagonizó La isla (1978), Momentos (1980), Volver (1982), Gracias por el fuego (1984), Sofía (1987) y Veredicto final (1996). En cine recibió premios como Mejor Actriz en los Festivales de Montreal, Chicago, La Habana y Huelva. Recibió dos Premios Cóndor de Plata por Queridas Amigas y por Sofía.

## Polémica
Silenciosa y antimarketing, Dufau es pionera de una lucha. Denunció la violencia de género vivida en su hogar cuando le aconsejaban barrer la basura bajo la alfombra. Fue también de las primeras actrices que desnaturalizó aberraciones comunicacionales: en 1985 se puso al hombro una solicitada para repudiar la publicidad de Piña colada en el que un grupo de muchachitas pedía con su ojo morado/trompeado "dame otra piña".

## Filmografía[1]

### Intérprete
- 1962: Los jóvenes viejos, de Rodolfo Kuhn
- 1964: El demonio en la sangre de René Mugica
- 1964: El octavo infierno, cárcel de mujeres, o Sacrificio de una madre (de René Mújica), como la marquesa
- 1965: Nadie oyó gritar a Cecilio Fuentes, como Ana
- 1966: Una máscara para Ana
- 1967: Rapten a esa mujer o Intriga en Lima (abandonada), coproducción argentino-peruana
- 1968: Crimen sin olvido (inédita).
- 1978: La fiesta de todos
- 1979: Juventud sin barreras
- 1979: La isla, de Alejandro Doria. Dufau / mejor actriz en el Festival de Montreal
- 1979: El poder de las tinieblas de Mario Sabato (film basado en el «Informe sobre ciegos» de Sobre héroes y tumbas de Ernesto Sabato).
- 1980: Queridas amigas, como Mary
- 1980: Tiro al aire
- 1981: Momentos, de María Luisa Bemberg, Dufau -  mejor actriz en el de Festival de Chicago
- 1981: De la misteriosa Buenos Aires (episodio «El salón dorado»), de Oscar Barney Finn
- 1982: Volver, de David Lipszyc, como Beatriz. - mejor actriz protagónica en el Festival de Cine de La Habana (Cuba) y en el Festival de Cine de Huelva (España).
- 1983: Gracias por el fuego, como Dora
- 1983: No habrá más penas ni olvido, de Héctor Olivera, como Felisa de Fuentes
- 1986: El día que me quieras
- 1986: Apenas reflejos
- 1987: Sofía, como madre de Pedro
- 1996: Veredicto final

### Guionista
- 1967: Rapten a esa mujer o Intriga eb Lima (abandonada), coproducción argentino-peruana

### Televisión
- 1965: Show Rambler
- 1965: Show Standard Electric.
- Su comedia favorita, ciclo de Alberto Migré en Canal 9
- 1968: Adorable profesor Aldao (teleteatro).
- 1968: Hay que matar a Drácula, secundando a Narciso Ibáñez Menta.
- 1969: Cuando vuelvas a mí (teleteatro).
- El hombre que me negaron (teleteatro).
- 1970: Inconquistable Viviana Hortiguera (teleteatro).
- 1971: Nacido para odiarte (teleteatro).
- 1972: Interpretó a Odile, en su primera aparición del personaje en "Rolando Rivas, taxista". (Sólo un capítulo).
- 1973: en Malevo, teleteatro de Abel Santa Cruz
- 1978: Un mundo de veinte asientos (teleteatro), de la dupla autoral Diana Álvarez y Delia González Márquez.
- 1981: Los especiales de ATC (unitario).
- 1982: Nosotros y los miedos (unitario).
- 1984: Situación limite Unitario
- 1985: Los exclusivos de canal 11: La gaviota de A. Chejov Adaptación Hugo Urquijo
- 1987: Ficciones de Sergio Renán
- 1988: La bonita pagina
- 1989, 1990 y 1991: Atreverse, ciclo de Alejandro Doria.
- 1991 y 1995: Amores (como protagonista), ciclo dirigido por Alejandro Doria.
- 1991 y 1995: Mi mamá me ama.
- 1995: Cha Cha Cha.
- 1997: Locas por ellos.
- 2006: Juanita la soltera, donde trabajó brevemente después de una larga ausencia de la televisión.
- 2012: La dueña, unitario de Telefé (Buenos Aires) protagonizado por Mirtha Legrand (1927-), donde personifica a una amiga de la protagonista.[3]
- 2017: Juventud acumulada.
- 2018: Incorrectas .

### Teatro
En teatro ha protagonizado:
- 1968: Ciudad nuestra Buenos Aires, obra de ballet contemporáneo de Ana Ítelman, con Oscar Araiz, Víctor Hugo Vieyra y Víctor Laplace, entre muchos otros. Graciela Dufau interpreta una voz en off junto con Alberto Busaid, Ulises Dumont, Julio López y Nené Malbrán. Dirigido por Oscar Araiz y Ana Ítelman; en el Teatro Municipal General San Martín.
- Un tranvía llamado deseo de Tennessee Williams.
- Siemprediva de Hugo Paredero.
- Diatriba de amor contra un hombre sentado de Gabriel García Márquez.
- Confidencias de una bruja con dirección de su esposo Hugo Urquijo.
- 1990-1997: Brujas, con dirección de Luis Agustoni, considerada el mayor éxito teatral de los años noventa. Con Leonor Benedetto, Moria Casán, Thelma Biral, Nora Cárpena.
- 2000-2002: Ha llegado un inspector, de J. B. Priestley, dirigida por Sergio Renán.
- Como blanca diosa, de Daniel Dalmaroni
- 2003: Temporada de silencio, de Beatriz Matar, con Graciela Dufau y Duilio Marzio; dirigida por Hugo Urquijo. En el teatro Regina - TSU. Este espectáculo formó parte del evento Teatrísimo 2003.
- 2004: Los nietos nos miran, de Juana Rottenberg, con Graciela Dufau; dirigida por Hugo Urquijo. En Multiteatro, Teatro Maipú, Teatro Municipal Julio Martinelli y Teatro Real.
- 2006: Las mujeres de Ibsen, de Hugo Urquijo, con Rodolfo Bebán, Julieta Díaz, Graciela Dufau, Ingrid Pelicori y María Socas; dirigida por Hugo Urquijo. En el Teatro Nacional Cervantes.
- 2007: Ver y no ver de Brian Friel, con Rodolfo Bebán, Graciela Dufau y Hugo Urquijo; dirigida por Hugo Urquijo; en Regina - TSU. En el evento Teatrísimo 2007.
- 2007: Una máscara del amor, de Patricia Suárez, con Graciela Dufau, Marcela Ferradás, Mariano Mazzei y Salo Pasik; dirigida por Hugo Urquijo. En el Teatro del Pueblo, en el evento Teatro por la Identidad.
- 2008: Como blanca diosa, de Daniel Dalmaroni, con Néstor Caniglia, Cecilia Dopazo, Graciela Dufau y Ricardo Talesnik, dirigida por Raúl Urquijo, en Teatro del Pueblo.
- 2009: Darse cuenta, dirigida por Urquijo, con Mario Cabrera y Antonio Grimau entre otros, en el Teatro Municipal del Viejo Concejo de San Isidro.
- 2009: La sombra de Federico, de César Oliva y Eduardo Rovner, en el Teatro General San Martín (Buenos Aires).
- 2011: Eva y Victoria, protagonizada junto con Andrea del Boca; la adaptación del libro de Mónica Ottino fue realizada por Dufau. Fue dirigida por Dufau y Urquijo.
- 2012: La mujer justa, de Sándor Márai, con Arturo Bonín, Andrea Bonelli y Graciela Dufau; la adaptación de la obra la realizó Dufau con Hugo Urquijo.

Dirigió:
- 2008: Rosa de dos aromas, con Cecilia Dopazo y Catherine Fulop, en el evento Teatrísimo 2008 (en Regina - TSU).
- 2011: Eva y Victoria, dirección y adaptación del libro de Mónica Ottino con Hugo Urquijo.

Escribió:
- Confidencia de una bruja, Editorial Planeta, 1995